# Жудун
Жуду́н (кит. упр. 如东, пиньинь Rúdōng, буквально: «восточная часть Жугао») — уезд городского округа Наньтун провинции Цзянсу (КНР).

## История
Во время Второй мировой войны действовавшая в японском тылу Новая 4-я армия китайских коммунистов в 1940 году заняла западную часть уезда Жугао, а в 1941 году организовала там уезд Жуси (如西县); таким образом уезд Жугао оказался разделён по Тунчанскому каналу на два уезда. После капитуляции Японии Новая 4-я армия 21 сентября 1945 года заняла административный центр уезда Жугао, и уезд Жуси был переименован в Жугао, а оставшаяся восточная часть прежнего уезда стала уездом Жудун.
В 1949 году был создан Специальный район Наньтун (南通专区), и уезд вошёл в его состав. В 1970 году Специальный район Наньтун был переименован в Округ Наньтун (南通地区).
В 1983 году были расформированы город Наньтун и округ Наньтун, и был образован городской округ Наньтун.

## Население
Местное население говорит на двух локальных диалектах — жудунхуа (ветвь мандарина Нижней Янцзы) и шадихуа (ветвь языка у).

## Административное деление
Уезд делится на 14 посёлков:
- Бинча (Bingcha, 栟茶镇)
- Даю (Dayu, 大豫镇)
- Каобу (Caobu, 曹埠镇)
- Матан (Matang, 马塘镇)
- Синьдянь (Xindian, 新店镇)
- Фэнли (Fengli, 丰利镇)
- Хэкоу (Hekou, 河口镇)
- Цзюй (Ju, 苴镇)
- Цзюэган (Juegang, 掘港镇)
- Чанша (Changsha, 长沙镇)
- Чахэ (Chahe, 岔河镇)
- Шуандянь (Shuangdian, 双甸镇)
- Юаньчжуан (Yuanzhuang, 袁庄镇)
- Янкоу (Yangkou, 洋口镇)

## Экономика
Важное значение традиционно имеет рыболовство и переработка морепродуктов. Вдоль побережья уезда установлены крупнейшие в Китае платформы ветряных электростанций и морские преобразовательные подстанции. Также активно развивается солнечная энергетика и производство «зелёного» водорода (крупнейшим инвестором выступает группа CHN Energy).

## Транспорт
В Жудуне расположены причалы Наньтунского порта, в том числе газовый терминал компании CNPC и контейнерный терминал. Имеется железнодорожная ветка Хайань — Жудун (Hai'an — Rudong railway), введённая в эксплуатацию в 2014 году.